# François Lamiraud
François Lamiraud, né le 5 avril 1983 à Marseille, est un coureur cycliste et entraîneur français.

## Biographie
François Lamiraud commence le cyclisme en 1996, à l'âge de 13 ans, au sein du club de Vineuil Sports Cyclisme, proche de Blois (Loir-et-Cher). Ses premiers succès interviennent sur route et en cyclo-cross dans la catégorie cadet. En junior, il fait partie des meilleurs coureurs de la région Centre. Il signe au Blois CAC 41 pour sa première année en espoir.  
François Lamiraud intègre dans la foulée le pôle espoir de Saint-Étienne, en septembre 2001. Il y est encadré par Dominique Garde. Une fois obtenu le baccalauréat, il passe le brevet d’État des activités cyclisme et devient entraineur au sein du pôle espoir de Saint-Étienne aux côtés de Dominique Garde. Il obtient ensuite le brevet d'État second degré en 2011.  
Durant sa première partie de carrière, il se fait remarquer sur la piste et intègre l'équipe de France de 2005 à 2009. Il disputera plusieurs Coupes du monde et Championnats d'Europe sur piste. Sa meilleure performance reste une 4e place lors des Championnats d'Europe d'omnium à Alkmaar (Pays-Bas) en 2007 malgré une chute. Il se concentrera plus spécifiquement sur la route de 2010 à 2014 avant de revenir à ses premiers amours en 2015.  
Sur la route, il porte différents maillots de clubs de division nationale 1 : Blois CAC 41, EC Saint-Étienne Loire, CR4C Roanne, VC Caladois, Team Pro Immo Nicolas Roux.  
À l'issue de la saison 2014, il s'engage avec le Vulco-VC Vaulx-en-Velin.
En janvier 2015, il annonce vouloir tenter de battre le record de France de l'heure sur le vélodrome de Roubaix, la veille de Paris-Roubaix, le 11 avril 2015. Il s'entoure d'une équipe d'encadrement qui l'accompagne durant plusieurs mois : Michel Meunier (manager) et Quentin Leplat (entraineur). Il parvient à battre ce record en parcourant 49,408 kilomètres en une heure battant ainsi le record de Roger Rivière datant de 1958et qui était de 47,346 kilomètres. Il bat dans la foulée le record de poursuite (4 km) de la région Rhône-Alpes sur le  vélodrome de Lyon en plein air en réalisant le temps de 4 min 45 s puis s'impose lors de la quatrième étape du Tour des Deux-Sèvres (contre-la-montre). Il bat de nouveau le record de France de l'heure le 20 septembre 2015 à Aguascalientes au Mexique parcourant 50,844 km. Quatre jours plus tard, il tente de battre son nouveau record sur le même vélodrome. Cette deuxième tentative est un échec. Il parcourt 50,664 km dans l'heure, soit 180 mètres de moins que son record. 
En octobre et novembre 2015, il commente les épreuves sur piste sur Eurosport France. En janvier 2016, alors qu'il a pris sa retraite sportive, il remporte le championnat Rhône-Alpes de la poursuite individuelle sur la piste du palais des sports de Grenoble en réalisant de nouveau la meilleure performance chronométrique lors d'un championnat Rhône-Alpes : 4 min 40 s.  
Durant toute sa carrière, il devra faire face à une maladie auto-immune, appelée spondylarthrite ankylosante, qui touche les articulations. 
En juin 2016 sort son livre Mon Heure de gloire aux Éditions de Phénicie, préfacé par l'Écossais Graeme Obree, deux fois recordman de l'heure et deux fois champion du Monde de poursuite individuelle.
En novembre 2017, il obtient son professorat de sport et devient conseiller technique sportif (CTS) auprès de la Fédération française de cyclisme. Ses premières missions le dirigent vers le comité régional FFC de Provence-Alpes-Côte d'Azur. Il obtient quelques mois plus tard de nouvelles missions, à l'échelon national, de coordination de pôle France et de formation fédérale. Il dirige le Pôle France Jeune Ultramarin, un centre situé à Hyères qui regroupe des cyclistes d'outre-mer français à fort potentiel pour le cyclisme sur piste. En 2023, le pôle est déplacé à Bourges.
Entre 2015 et 2021, il est régulièrement sollicité par Eurosport en tant que consultant pour commenter les épreuves sur piste, notamment les 6 Jours.
À partir de janvier 2022, à la suite des JO de Tokyo, il devient Manager de la filière cyclisme sur piste à la FFC. Il est chargé de développer la discipline, former les entraîneurs et coordonner l’activité de l’Équipe de France sur piste. Il est particulièrement chargé de former la jeune génération de pistards. En 2025, il est nommé chef de la filière sprint de l’équipe de France, qui comprend la piste, le BMX, le pump track et le speedway.
En 2024, il est lauréat du concours de la fonction publique de Conseiller Technique et Pédagogique Supérieur.

## Palmarès sur piste

### Record
Il détient le record de France de l'heure (49,408 km/h, puis 50,844 km/h) entre le 11 avril 2015 et le 12 juillet 2022.

### Championnats d'Europe
- 2007
  - 4e de l'omnium

### Championnats de France
| - 2003 - 3e de la poursuite par équipes espoirs - 2004 - 2e de la poursuite par équipes espoirs - 3e de la poursuite par équipes - 3e de la course aux points espoirs - 2005 - Champion de France de la course aux points espoirs - 2006 - 2e du demi-fond - 2e de l'américaine - 2e de la poursuite individuelle | - 2007 - 2e de la poursuite par équipes - 3e de la course aux points - 2009 - 3e de la poursuite par équipes - 2010 - 2e du demi-fond |  |

### Championnats régionaux
- Champion de Rhône-Alpes de la course aux points : 2007
- Champion de Rhône-Alpes de poursuite individuelle : 2007, 2011 et 2012
- Champion de Rhône-Alpes de poursuite par équipes : 2007
- Champion de Rhône-Alpes de l'américaine : 2007
- Champion de Rhône-Alpes du scratch : 2012
- Champion d'Auvergne de poursuite individuelle : 2014

## Palmarès sur route

### Par année
| - 2006 - 3e de Dijon-Auxonne-Dijon - 2007 - Transversale des As de l'Ain : - Classement général - 2e étape - Souvenir René-Jamon - Prix des Grands Villages - Prologue du Tour du Pays Roannais - 1re étape du Tour de la Creuse (contre-la-montre par équipes) - Nocturne d'Ambert - Grand Prix du Cru Fleurie - 2e du Grand Prix de Saint-Étienne Loire - 3e du Grand Prix de Longes - 2008 - Circuit des Communes de la Vallée du Bédat - 2009 - Prix de Bourg-en-Bresse - 2010 - Tour du Canton de Saint-Ciers : - Classement général - 1re étape - 5e étape du Tour du Loir-et-Cher - 2e et 4e (contre-la-montre) étapes du Tour du Loiret - Prix Albert-Gagnet - Prix de Mehun-sur-Yèvre - Boucles Dunoises - 2e du Tour du Loiret - 2e de la Nocturne de Tulle - 3e du Souvenir Jean-Graczyk - 3e du Prix de Saint-Quentin-la-Chabanne - 2011 - Champion de Rhône-Alpes du contre-la-montre par équipes - 2e étape du Circuit de Saône-et-Loire - Grand Prix de Vougy - Grand Prix des Flandres françaises - Grand Prix de Nandax - 4e étape du Tour d'Auvergne - Critérium de Briennon | - 2012 - 4e étape du Tour du Loiret - 2e du Grand Prix de Saint-Étienne Loire - 3e de la Nocturne de Cusset - 2013 - Champion d'Auvergne sur route - Tour de la CABA : - Classement général - 2e étape (contre-la-montre par équipes) - Grand Prix de Bohas - Grand Prix de Saint-Étienne Loire - Grand Prix de Loches - 2e étape du Circuit de Saône-et-Loire - Tour du Haut-Livradois - 2e du Grand Prix d'Hauterive - 2e du Grand Prix de Vence - 2e du championnat d'Auvergne - 2014 - Trophée Roger-Walkowiak - Circuit des Monts du Livradois - Critérium Réflex Brézet - Tour du Haut-Livradois Nord - Grand Prix de Saint-Quentin-la-Chabanne - Prix Albert-Gagnet - Nocturne de Tulle - 2e du Prix de Peyrat-le-Château - 3e du Grand Prix de la ville de Nogent-sur-Oise - 2015 - 4e étape du Tour des Deux-Sèvres (contre-la-montre) |  |

### Classements mondiaux
| Année           | 2007   | 2008 | 2009 | 2010 |
| --------------- | ------ | ---- | ---- | ---- |
| UCI Europe Tour | 1 272e |      |      | 920e |